# Весиярви
Ве́сиярви (фин. Vesijärvi) — озеро на юге Финляндии. В ряде русскоязычных энциклопедий, в частности в первом издании «БСЭ», описывается как Веси-Ярви, а в статье Н. М. Книповича в «ЭСБЕ» озеро названо Веси-йерви.
Находится на территории провинций Пяйят-Хяме (южная, бо́льшая часть озера) и Кески-Суоми (северная часть озера). В северной части, в районе коммуны Асиккала, отделено от озера Пяйянне перешейком, сквозь который проходит шлюзованный канал Вяаксю (фин. Vääksyn kanava, длина 1,3 км), соединяющий озёра. Канал доступен для судов с осадкой до 2,4 м, шириной до 8,3 м.